# Prickly Pear Cays
Prickly Pear Cays är två obebodda öar i Anguilla. De ligger nordväst om huvudön Anguilla, 14 kilometer väster om huvudstaden The Valley. 